# ميمي لي
ميمي لي (بالإنجليزية: Mimi Lee)‏ هي كيميائية أمريكية، ولدت في 1 مايو 1920 في واشنطن العاصمة في الولايات المتحدة، وتوفيت في 8 أغسطس 2011 في لوريل في الولايات المتحدة.